# Smiljan (ime)
Smiljan je moško osebno ime.

## Izvor imena
Ime Smiljan je južnoslovansko ime in ga razlagajo iz ratlinskih nazivov smilj, smilje (Antennaria dioica).

## Različice imena
- moške različice imena: Smilijan, Smiljko
- ženske različice imena: Smiljana, Smiljka

## Pogostost imena
Po podatkih Statističnega urada Republike Slovenije je bilo na dan 31. decembra 2007 v Sloveniji število moških oseb z imenom Smiljan: 314.

## Osebni praznik
V koledarju se ime Smiljan po glasovni podobnosti uvršča k imenu Smilijan, ki je bil frankovski škof, † 25. julija v 5. stoletju.

## Znani nosilci imena
- Smiljan Rozman, slovenski mladinski pisatelj
- Smiljan Samec, slovenski prevajalec, publicist in libretist

## Zanimivost
Smiljan je tudi ime naselja v Liki kjer se je rodil Nikola Tesla.